# Ernest Dowson

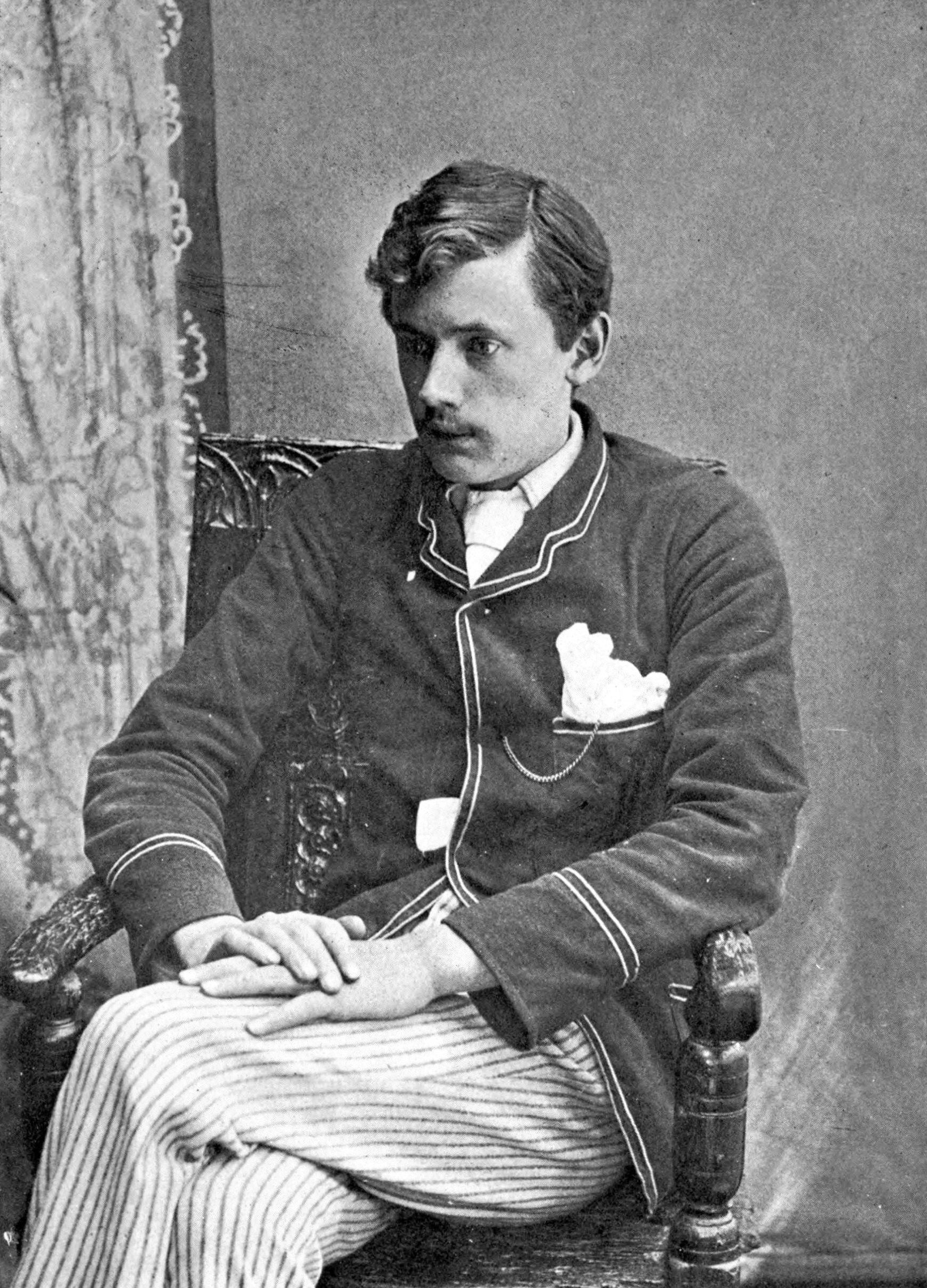
Ernest Dowson

Ernest Christopher Dowson (Lee, Londen, 2 augustus 1867 - Catford, Londen, 23 februari 1900) was een Engels schrijver en dichter, geassocieerd met het decadentisme.

## Leven en werk
Dowson reisde in zijn jeugd met zijn ouders door Frankrijk en Italië, studeerde aan de Universiteit van Oxford, maar maakte zijn studies niet af. Hij trad in dienst bij het bedrijf van zijn vader (dokwerk), leidde een actief sociaal (nacht)leven en begon met dichten. Samen met onder andere W.B. Yeats werd hij lid van de Rhymers' Club. Hij droeg bij aan de tijdschriften The Yellow Book en The Savoy.
In 1889 werd Dowson verliefd op de elfjarige Adelaide "Missie" Foltinowicz, de dochter van een Poolse restauranteigenaar, aan wie hij later zijn beroemde gedicht Non Sum Qualis eram Bonae Sub Regno Cynarae zou opdragen. Hij wist haar evenwel niet te krijgen.
In 1894, nadat zijn vader aan tuberculose was overleden en zijn moeder zich had opgehangen, bekeerde hij zich tot het katholicisme, vertrok hij naar Frankrijk en voorzag te Parijs en Dieppe met vertaalwerk in zijn levensonderhoud. Ziek (tuberculose) en verslaafd aan alcohol en verdovende middelen keerde hij in 1899 verarmd naar Londen terug. De laatste weken van zijn leven bracht hij door in het kleine huisje van schrijver Robert Sherard, die hem eerder in een wijnbar had gevonden. Op 23 februari 1900 overleed hij, 32 jaar jong.
Dowson schreef verfijnde, muzikale poëzie, vol “sensuality and sadness”. Kenmerkend is een voorliefde voor het irrationele, een diep verlangen de realiteit te ontvluchten, zelfhaat en een preoccupatie met de dood. Hij werd sterk beïnvloed door Edgar Allan Poe, Paul Verlaine, Charles Baudelaire, Algernon Swinburne en de Prerafaëlieten. Mede door zijn vroege overlijden liet hij slechts een klein oeuvre na, maar desondanks rekende Yeats hem tot de meest begaafde dichters van zijn tijd. Yeats beschreef Dowson uitgebreid in zijn memoires.

## Vertalingen uit het Nederlands
Dowson vertaalde onder andere Majesteit van Louis Couperus uit het Nederlands, samen met Alexander Teixeira de Mattos; het verscheen in 1895 maar in 1921 verscheen het alleen onder de naam van Tex.

## Vertalingen in het Nederlands
Dowson kreeg al vroeg belangstelling uit Nederland en werd veelvuldig vertaald. Dit is verzameld in met name de uitgave van Marijke Stapert-Eggen: Tien gedichten. Amsterdam, Regulierenpers, uitgeverij, 1990.
In 2000 verscheen bij uitgeverij Wagner & Van Santen onder de titel De hof der schaduw een bloemlezing van Dowsons poëzie, in een Nederlandse vertaling door P.B. Kempe.

## Citaat
Met één kus van uw lippen oogst ik dood,

Ik zie u aan en mij niet langer dorst:

Het leven nimmer zoeter vrucht mij bood

Dan het sterven aan uw borst.